# SIGABRT
En plataformas compatibles con POSIX, SIGABRT es la señal que se envía a un proceso para abortarlo. En el código fuente, SIGABRT es una constante simbólica definida en el archivo de cabecera <signal.h>. Se usan nombres simbólicos de señales porque los números de las señales puede variar de una plataforma a otra.
En algunas plataformas como Linux y AIX, SIGIOT es un sinónimo de SIGABRT.

## Etimología
SIG es un prefijo común para nombres de señales. ABRT es la abreviación de abort. IOT es la abreviación de IOT trap, que viene de I/O transfer y que es una instrucción de la histórica arquitectura PDP-8.

## Uso
SIGABRT se la envía un proceso a sí mismo cuando llama a la función abort de libc, definida en stdlib.h. La señal SIGABRT puede ser recogida, pero no bloqueada; si el manipulador de señales retorna, entonces todos los flujos abiertos son cerrados y vaciados y el programa termina, haciendo un volcado de memoria si es necesario. Esto significa que la llamada a abort nunca puede volver. Debido a esta característica, a menudo se usa para indicar condiciones fatales en librerías de soporte, situaciones donde la operación actual no puede ser completada pero el programa puede hacer una salida limpia antes de terminar. También se usa si una aserción falla.
- Datos: Q1753282